# Ferula karakalensis
Ferula karakalensis är en flockblommig växtart som beskrevs av Jevgenij Korovin. Ferula karakalensis ingår i släktet stinkflokesläktet, och familjen flockblommiga växter. Inga underarter finns listade i Catalogue of Life.